# Mărunței (gmina)
Mărunței – gmina w Rumunii, w okręgu Aluta. Obejmuje miejscowości Bălănești, Malu Roșu i Mărunței. W 2011 roku liczyła 4163 mieszkańców.